# Accademia Barocca Lucernensis
Die Accademia Barocca Lucernensis (ABL) ist ein 2014 in Luzern gegründetes Schweizer Barock-Ensemble, das sich auf die historisch-informierte Aufführungspraxis spezialisiert hat.

## Geschichte
Das Schweizer Barock-Ensemble Accademia Barocca Lucernensis ist 2014 vom spanischen Dirigenten Javier Ulises Illán sowie dem Kulturmanager Martin Caduff in Luzern gegründet worden. Bestehend aus einem Barockorchester, einem professionellen Chor sowie einem Stamm von Solisten und dem Dirigenten, hat das Ensemble bisher zahlreiche Konzerte gespielt.
Als Ensemble von jungen Musikern hat die ABL 2019 sein Debütalbum (Sacred Music For Dresden Cathedral) mit Werken von Jan Dismas Zelenka und Johann Adolph Hasse beim Label Pan Classics veröffentlicht. Mit diesem Album wurde die ABL in zwei Kategorien für den Opus Klassik 2019 nominiert. Zudem ist das Album u. a. im BBC Radio 3 vorgestellt worden.
Im März 2020 hat das Barock-Ensemble mit J.S. Bachs Johannespassion sein Debüt im Konzertsaal des KKL Luzern gefeiert, wobei der international gefeierte Tenor Mauro Peter den Evangelisten gesungen hat. Die Johannespassion der ABL ist zudem von Radio SRF 2 Kultur aufgezeichnet worden, die Aufnahme ist auf Radio NDR Kultur, Rai Radio 3 sowie auf Radio SRF 2 ausgestrahlt worden ist.

## Diskographie
- Zelenka – Hasse: Sacred Music For Dresden Cathedral. Pan Classics, 2019.

## ABL im Radio
- Radio SRF 2 Kultur: J.S. Bach – Johannespassion aus dem KKL Luzern

## Presseartikel
- Javier Illán, Lina Tur, Núria Rial y el Cuarteto Casals, aspirantes a los premios Opus Klassik – Scherzo vom 30. Juni 2019
- Javier Ulises Illán, doble nominación a los Opus Klassik 2019, «Oscar» de la música clásica – ENCLM vom 30. Juni 2019
- Chor: Kontrast zwischen Klage und Fröhlichkeit – Luzerner Zeitung vom 18. November 2018
- Klassik: Paradiesischer Klang und heftige Dissonanzen – Luzerner Zeitung vom 21. November 2017
- Chormusik: Eine Rarität trifft mitten ins Herz – Luzerner Zeitung vom 2. Mai 2017